# Новосёлковский сельсовет (Ляховичский район)
Новосёлковский сельсовет — административно-территориальная единица на территории Ляховичского района Брестской области Республики Беларусь. Административный центр — агрогородок Новосёлки.

## История
6 марта 2024 года деревня Станчаки переименована в деревню Станчики (бел. Станчыкі́).

## Состав
Новоселковский сельсовет включает 19 населённых пунктов:
- Адаховщина — деревня.
- Божки — деревня.
- Большая Лотва — деревня.
- Гиричь-Поль — деревня.
- Горбачи — деревня.
- Дойняки — деревня.
- Ковали — деревня.
- Кореневщина — деревня.
- Корени — деревня.
- Крегли — деревня.
- Макеевщина — деревня.
- Новосёлки — агрогородок.
- Прончаки — деревня.
- Селявичи — деревня.
- Станчики[2] — деревня.
- Титковщина — деревня.
- Тумаши — деревня.
- Урожайная — деревня.
- Флерьяново — деревня.